# フェリックス・バティスタ
- フェリックス・バウティスタ
- フィーリックス・ボティースタ

フェリックス・アレクサンダー・バティスタ（Félix Alexander Bautista, 1995年6月20日 - ）は、ドミニカ共和国国家地区サントドミンゴ出身のプロ野球選手（投手）。右投右打。MLBのボルチモア・オリオールズ所属。

## 経歴

### プロ入りとマーリンズ傘下時代
2012年11月に国際フリーエージェントでマーリンズとマイナー契約を結んだ。2013年と2014年はマーリンズ傘下のルーキー級に属していた。
2015年1月にマーリンズから解雇され、2015年シーズンはどこのチームにも所属しなかった。

### オリオールズ時代
2016年8月にオリオールズと契約を結び、2シーズンぶりにマイナー復帰となった。2016年から2018年はルーキー級に所属し、2019年はA-、A、A+級に昇格した。2018年までは主に先発として起用されていたが、2019年からは救援として起用されている。
2020年はCOVID-19の影響でマイナーリーグのシーズンが中止となり、公式戦への出場はなかった。
2021年はA+からAAAまで昇格し、40試合の登板で防御率1.54、77奪三振、30四球という数字を記録した。オフに40人枠に追加された。
2022年は開幕ロースター入りを果たし、4月10日のレイズ戦でメジャーデビュー。この試合では1.1イニングを投げ無失点で、メジャー初奪三振も記録した。以降、抑えとして起用された。
2023年は4月部門でリリーバー・オブ・ザ・マンスを初受賞した。6月は10.2イニングを投げて、22奪三振、無四球、防御率0.84を記録するなど活躍。7月2日に選手間投票で初となるオールスターゲームに選出された。6月の成績が評価され、7月3日に6月部門でシーズン2度目となるリリーバー・オブ・ザ・マンスを受賞した。7月も好調で14イニングを投げて、11試合で無失点、25奪三振、8セーブを記録するなど活躍。この成績が評価され、8月2日に7月部門でシーズン3度目となるリリーバー・オブ・ザ・マンスを受賞した。

## 選手としての特徴
95-100mphの速球が最大の武器で、高い奪三振能力を持つが制球に難を抱える。そのほか、スライダーとスプリットも投げる。

## 詳細情報

### 年度別投手成績
| 年 度    | 球 団    | 登 板 | 先 発 | 完 投 | 完 封 | 無 四 球 | 勝 利 | 敗 戦 | セ 丨 ブ | ホ 丨 ル ド | 勝 率 | 打 者 | 投 球 回 | 被 安 打 | 被 本 塁 打 | 与 四 球 | 敬 遠 | 与 死 球 | 奪 三 振 | 暴 投 | ボ 丨 ク | 失 点 | 自 責 点 | 防 御 率 | W H I P |
| -------- | -------- | ----- | ----- | ----- | ----- | -------- | ----- | ----- | -------- | ----------- | ----- | ----- | -------- | -------- | ----------- | -------- | ----- | -------- | -------- | ----- | -------- | ----- | -------- | -------- | ------- |
| 2022     | BAL      | 65    | 0     | 0     | 0     | 0        | 4     | 4     | 15       | 13          | .500  | 253   | 65.2     | 38       | 7           | 23       | 1     | 1        | 88       | 2     | 0        | 18    | 16       | 2.19     | 0.93    |
| 2023     | BAL      | 56    | 0     | 0     | 0     | 0        | 8     | 2     | 33       | 1           | .800  | 237   | 61.0     | 30       | 4           | 26       | 0     | 2        | 110      | 7     | 0        | 14    | 10       | 1.48     | 0.92    |
| MLB：2年 | MLB：2年 | 121   | 0     | 0     | 0     | 0        | 12    | 6     | 48       | 14          | .667  | 490   | 126.2    | 68       | 11          | 49       | 1     | 3        | 198      | 9     | 0        | 32    | 26       | 1.85     | 0.92    |

- 2024年度シーズン終了時

### 年度別守備成績
| 年 度 | 球 団 | 投手（P） | 投手（P） | 投手（P） | 投手（P） | 投手（P） | 投手（P） |
| 年 度 | 球 団 | 試 合     | 刺 殺     | 補 殺     | 失 策     | 併 殺     | 守 備 率  |
| ----- | ----- | --------- | --------- | --------- | --------- | --------- | --------- |
| 2022  | BAL   | 65        | 4         | 4         | 0         | 0         | 1.000     |
| 2023  | BAL   | 56        | 0         | 1         | 0         | 0         | 1.000     |
| MLB   | MLB   | 121       | 4         | 5         | 0         | 0         | 1.000     |

- 2024年度シーズン終了時

### 表彰
- マリアノ・リベラ賞：1回（2023年）
- リリーバー・オブ・ザ・マンス：3回（2023年4月・6月・7月）
- オールMLBチーム
  - ファーストチーム（救援投手）：1回（2023年）

### 記録
- MLBオールスターゲーム選出：1回（2023年）

### 背番号
- 74（2022年 - 2023年、2025年 - ）